# Choerry (сингл-альбом)
Choerry (также известный как JinSoul & Choerry) — восьмой сингл-альбом южнокорейской гёрл-группы LOOΠΔ. Он был выпущен в цифровом виде 28 июля и на физических носителях 31 июля 2017 года компанией BlockBerry Creative, распространялся Vlending Co., Ltd. Он официально представляет участницу Чхверри и содержит два трека: соло Чхверри «Love Cherry Motion» и дуэт с предыдущей участницей Джинсоль под названием «Puzzle».

## Список треков
| №                   | Название             | Текст песни                   | Музыка                                        | Аранжировка                    | Длительность |
| ------------------- | -------------------- | ----------------------------- | --------------------------------------------- | ------------------------------ | ------------ |
| 1.                  | «Love Cherry Motion» | Хван Хен, Шин Агнес           | Ollipop, Хейли Эйткен, Каната Окадзима        | Ollipop, Хейли Эйткен          | 3:42         |
| 2.                  | «Puzzle»             | Пак Джи Ëн, G-High (MonoTree) | Дэниел "Оби" Кляйн, Чарли Тафт, Андреас Оберг | Дэниел "Оби" Кляйн, Чарли Тафт | 3:44         |
| Общая длительность: | Общая длительность:  | Общая длительность:           | Общая длительность:                           | Общая длительность:            | 7:26         |

## Чарты
| Чарт                                | Высшая позиция | Продажи |
| ----------------------------------- | -------------- | ------- |
| Южная Корея Gaon Weekly Album Chart | 9              | 10,675  |